# آوویا
رودخانه آوویا (به لاتین: Aavoja) یک رود است که در استونی واقع شده‌است.